# مولي يوكاتانية
مولي يوكاتانية (الاسم العلمي: Poecilia velifera) (بالإنجليزية: Yucatan molly)‏ هو نوع من الأسماك يتبع جنس المولي من فصيلة البكيلليات.